# Willi Dolder

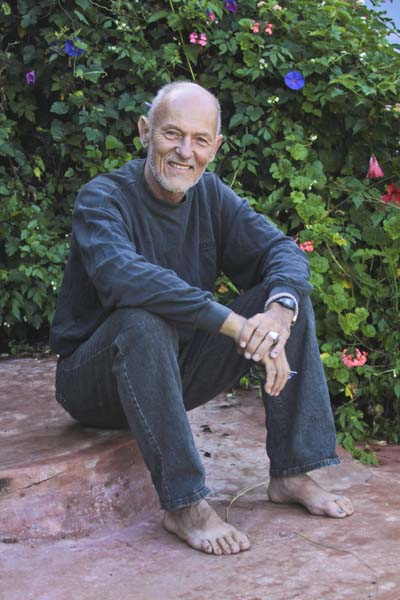
Willi Dolder (2009)

Willi Dolder (* 13. August 1941 in Winterthur, Kanton Zürich) ist ein Schweizer Fotograf, Naturfotograf und Reiseschriftsteller.

## Leben
Willi Dolder wuchs im Kanton Schaffhausen am Rheinfall auf. Er interessiert sich seit frühester Jugend für die Natur, angeleitet von seinem ebenfalls naturkundigen Vater. In Schaffhausen besuchte er auch die Schulen und machte eine Verwaltungslehre. Nach dem Lehrabschluss arbeitete zunächst als Verwaltungskaufmann in Schaffhausen und später zehn Jahre lang in Zürich.
1966 unternahm er zusammen mit seinem Bruder Heinz seine erste Reise nach Ostafrika, die sie ein halbes Jahr mit dem VW-Bus durch Kenia, Tansania und Uganda führte. 1969 verfasste er sein erstes Buch mit dem Titel Ruf der Tiere. 1972 unternahm er zusammen mit seiner späteren Frau Ursula, Zoologin und Biologie-Lehrerin, eine Reise im Citroën Ami6 nach Indien. Die Dolders arbeiteten 30 Jahre lang als freiberufliche Reiseschriftsteller und Naturfotografen. Sie bereisten unter anderem Monate lang Wildreservate in den Rocky Mountains, Hawaii, Australien, Sri Lanka, den Alpen, an der Nordsee und seit der Jahrtausendwende nahezu ausschließlich in Schwarzafrika. Später publizierten sie auch über 70 Bildbände über viele Länder, über Menschen und Kunstführer, über Graubünden und das Wallis sowie ein Sachbuch über „Bagger und andere Baumaschinen“. Daneben erschienen Dolders Fotos in Bernhard Grzimeks Zeitschrift Das Tier und in über 100 verschiedenen Zeitungen, Magazinen und Büchern. Darüber hinaus werden seine Bilder durch ein halbes Dutzend Fotoagenturen in der ganzen Welt angeboten.
2004 reiste Dolder im Auftrag der Organisation “Vétérinaires sans frontières” (VSF, Tierärzte ohne Grenzen) in den Südsudan und hielt das Leben der Toposa in etwa 25.000 digitalen Bildern fest. Diese Reise in den noch immer ursprünglichen Südostsudan bezeichnet Dolder „als eindrücklichste Safari meines Lebens“. 2011 reiste er für die deutsche Sektion der Tierärzte ohne Grenzen in das nördliche Kenia und das südliche Äthiopien, um eine grössere Anzahl von Projekten des VSF zu fotografieren. 2016 unternahm er zusammen mit seinem langjährigen Massaifreund Simon Ole Tanyasi eine Reise zum Magadisee und zum Natronsee.
Dolder hat in Kenia einen Zweitwohnsitz und fährt mit seinem zum Wohnmobil umgebauten Geländewagen quer durch das östliche und südliche Afrika. Er wird dabei oft von seinem Sohn Urs (* 1978) begleitet, der Afrika seit seinem fünften Lebensjahr besucht.

## Werke (Auswahl)
- 1969: Ruf der Tiere
- 1975: Die schönsten Wildreservate der Welt
- 1975: Noch jagt der Tiger
- 1976: Zoo Indien
- 1976: Tropenwelt: Fauna und Flora zwischen den Wendekreisen
- 1977: Paradiese: Die letzten Urlandschaften und ihre Tiere
- 1977: Natur im Lebenskampf
- 1978: Wunderland Zoo: Die schönsten Tierfotos aus den führenden Tiergärten Europas
- 1978: Les tropiques
- 1980: Indien
- 1981: Hawaii: Paradies des Pazifik
- 1982: Tiereltern und ihre Jungen
- 1983: Mit der Kamera auf Reisen: Fototips für unterwegs
- 1984: Die schönsten Tierparadiese der Welt
- 1984: Die Grossen Fünf der Tierwelt
- 1985: Lebensraum Alpen
- 1986: Jugoslawien
- 1988: Englands Süden und London
- 1989: Lebensraum Nordseeküste und Wattenmeer
- 1989: Unser schöner Wald
- 1990: Löwen
- 1991: Kenia
- 1992: Graubünden: Kunst, Kultur und Landschaft vom Quellgebiet des Rheins zum Engadin
- 1992: Rund um den Säntis
- 1992: Faszinierendes Erlebnis Tierwelt
- 1992: Hunde
- 1993: Naturparadiese Afrikas
- 1994: Kreta
- 1996: Tierkinder
- 1997: Das Wallis
- 1999: Die grosse farbige Tierwelt
- 1999: Wunderwelt Zoo. Das Magazin für Zoobesucher und Naturfreunde (Zeitschrift)
- 2000: Rund um den Bodensee
- 2000: Tembo der kleine Elefant
- 2000: Urs der kleine Bär
- 2000: Sokwe das Schimpansenmädchen
- 2000: Simba das Löwenmädchen
- 2000: Ziervögel
- 2003: Zierfische
- 2007: Tausend Bagger und andere Baumaschinen
- 2008: Bedrohte Tiere